# 발라시하

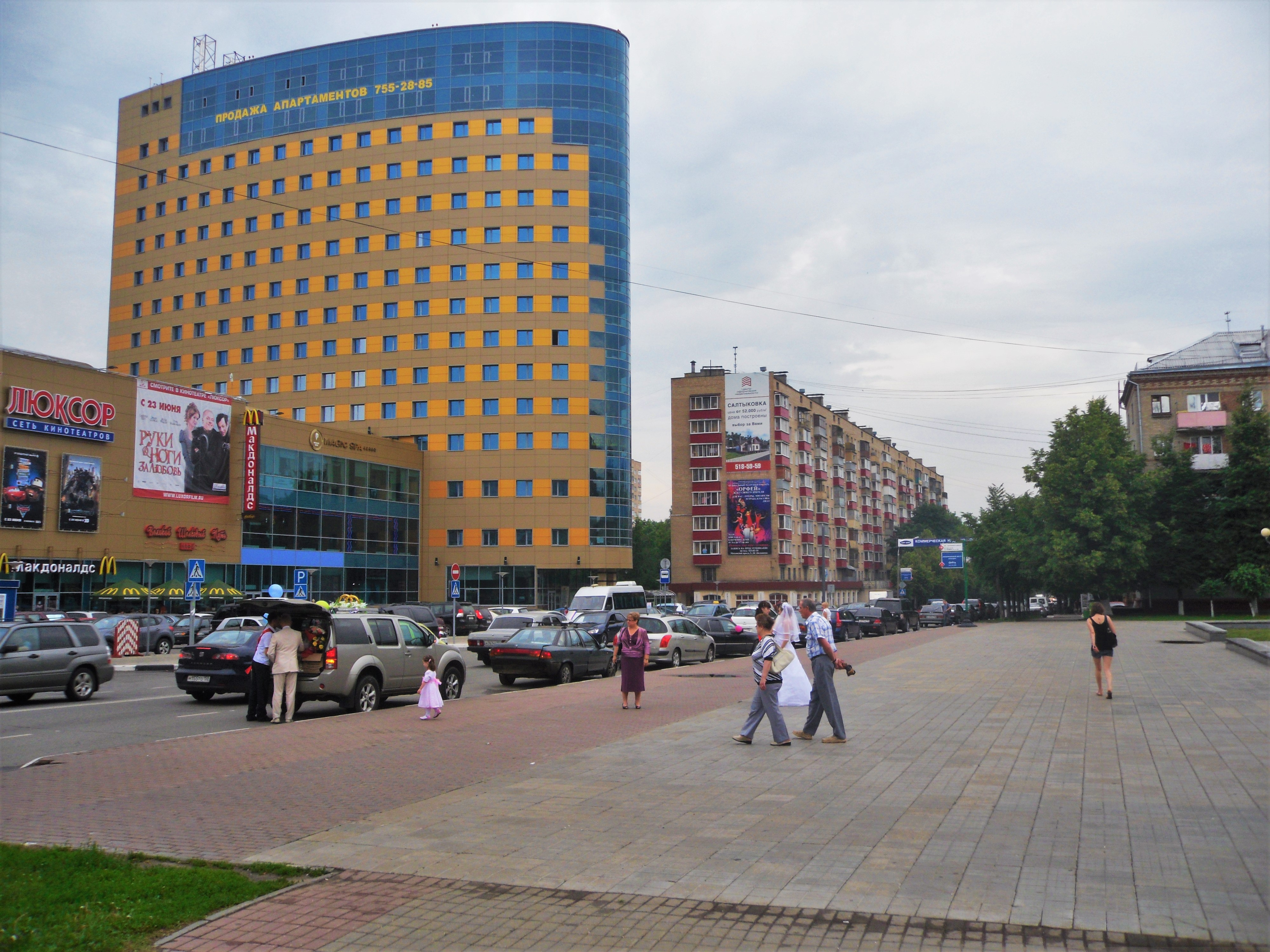

발라시하(러시아어: Балашиха)는 모스크바주의 도시로 모스크바와 아주 가깝다. 인구는 2007년 기준 450,771명으로 모스크바 주에서 가장 많다. 또한 2010년 인구 215,494명과 비교하여 인구증가율이 109.18%로 러시아에서 인구증가율이 가장 높은 도시다.

## 출신 인물
- 니콜라이 바스코프
- 유리 럅킨: 소련의 아이스하키 선수
- 드미트리 클로코프: 러시아의 역도 선수

## 자매 도시
- 중화인민공화국 장쑤성 양저우 시